# Michailowskoje (Kaliningrad)
Michailowskoje (russisch Михайловское, deutsch Maraunen und Nonnenhausen) war ein sich vor 1945 aus zwei ostpreußischen Ortschaften zusammensetzender Ort in der russischen Oblast Kaliningrad (Gebiet Königsberg (Preußen)). Die Ortsstellen im einstigen Kreis Heiligenbeil gehören nun gemeinsam zum Munizipalkreis Rajon Bagrationowsk (Stadtkreis Preußisch Eylau).

## Geographische Lage
Die Ortsstelle Michailowskoje liegt im südlichen Westen der Oblast Kaliningrad, 26 Kilometer östlich der ehemaligen Kreisstadt Mamonowo (deutsch Heiligenbeil) bzw. 22 Kilometer nordwestlich der heutigen Rajonshauptstadt Bagrationowsk (deutsch Preußisch Eylau).

## Geschichte

### Maraunen

#### Ortsgeschichte
Das seinerzeitige Marunen wurde 1357 erstmals erwähnt und nach 1394 Moraunen und nach 1620 Maraunen genannt. Es handelte sich um ein großes Gut mit entsprechendem Park, dem bis 1862 das Vorwerk Banditten und ab 1862 der Wohnplatz Nonnenhausen (Michailowskoje) zugeordnet war.
Am 11. Juni 1874 wurde Maraunen Amtsdorf und damit namensgebend für einen Amtsbezirk im Kreis Heiligenbeil, Regierungsbezirk Königsberg, in der preußischen Provinz Ostpreußen. Er setzte sich anfangs aus acht Kommunen zusammen und bestand bis 1945.
Zum Gutsbezirk Maraunen gehörten im Jahre 1910 258 Einwohner. Am 30. September 1928 wurde der Gutsbezirk Maraunen in eine Landgemeinde gleichen Namens umgewandelt. Die Einwohnerzahl ging bis 1933 auf 247 leicht zurück und belief sich 1939 auf 237.
Mit dem gesamten nördlichen Ostpreußen wurde Maraunen 1945 in Kriegsfolge an die Sowjetunion abgetreten.

#### Amtsbezirk Maraunen (1874–1945)
Der 1874 errichtete Amtsbezirk Maraunen bestand ursprünglich aus acht, auf Grund struktureller Veränderungen am Ende noch aus vier Dörfern:
| Deutscher Name                            | Name nach 1945            | Anmerkungen                                                                              |
| ----------------------------------------- | ------------------------- | ---------------------------------------------------------------------------------------- |
| Bombitten (GB), nach 1892: Bomben         | Ochotnoje Alexandrowskoje | 1928 in die LG Bombitten eingemeindet                                                    |
| Dothen                                    | Donskoje                  | 1928 nach Bombitten, 1931 nach Schwengels eingemeindet                                   |
| Gedau                                     | Donskoje                  | 1928 nach Bombitten eingemeindet                                                         |
| Maggen                                    | NN                        | 1928 nach Robitten eingemeindet                                                          |
| Maraunen                                  | Michailowskoje            | 1928 Umwandlung des Gutsbezirks Maraunen in eine Landgemeinde gleichen Namens            |
| Montitten                                 | Mątyty                    | 1931 in „Schwengels“ umbenannt, 1933 nach Arnstein im Amtsbezirk Schönwalde umgegliedert |
| Robitten                                  | Alexandrowskoje           |                                                                                          |
| Schwengels                                | Donskoje                  | 1928 nach Montitten eingemeindet, das nach 1931 „Schwengels“ genannt wurde               |
| ab 1881: Kuyschen, 1938 bis 1945: Kuschen | NN                        | bis 1881 zum Amtsbezirk Jäcknitz, ab 1929 wieder zum Amtsbezirk Jäcknitz gehörend        |
| ab 1881: Kupgallen                        | NN                        | bis 1881 zum Amtsbezirk Jäcknitz gehörend, 1928 nach Kuyschen eingemeindet               |
| ab 1921: Bombitten (LG)                   | Ochotnoje                 | bis 1921 Rentengutskolonie im Gutsbezirk Bomben                                          |

Im Januar 1945 bildeten noch Bombitten, Maraunen, Robitten und Schwengels den Amtsbezirk Maraunen.

### Nonnenhausen
Als Ersatz für das abgebrochene Vorwerk Banditten im Kreis Heiligenbeil wurde 1862 das große Gut Nonnenhausen gegründet. Es lag etwa tausend Meter östlich Maraunens und war bis 1928 in den Gutsbezirk Maraunen, danach in die Landgemeinde Maraunen eingegliedert. Zusammen kamen beide Orte 1945 in Kriegsfolge zur Sowjetunion.

### Michailowskoje
Bis 1947 behielten Maraunen und Nonnenhausen ihre Namen. Dann wurden sie zusammen in „Michailowskoje“ umbenannt und bildeten einen Ort zunächst im Oktjabrski selski Sowet (Dorfsowjet Oktjabrskoje [Moritten]), ab 1954 wohl im Tschapajewski selski Sowet (Dorfsowjet Tschapajewo [Schlauthienen]) und nach 1963 wohl im Kornewski selski Sowet (Dorfsowjet Kornewo [Zinten]). Doch bereits lange vor 1988 wurde Michailowskoje nicht mehr besiedelt, der Ort wurde verlassen und verwaiste. Offiziell wurde er nach 1988 nicht mehr erwähnt und gilt heute als untergegangen.
Seine Ortsstelle bzw. die Ortsstellen von Maraunen und Nonnenhausen gehören heute zum Munizipalkreis Rajon Bagrationowsk (Stadtkreis Preußisch Eylau) in der Oblast Kaliningrad (Gebiet Königsberg [Preußen]) der Russischen Föderation.

## Religion
Bis 1945 waren Maraunen und Nonnenhausen in das Kirchspiel der evangelischen Kirche Zinten (russisch Kornewo) in der Kirchenprovinz Ostpreußen der Kirche der Altpreußischen Union eingepfarrt.

## Verkehr
Die Ortsstelle Michailowskojes liegt östlich der Siedlung Kornewo. Von der Kommunalstraße 27K-089 Kornewo–Swetloje zweigt ein Landweg in östlicher Richtung ab, der zunächst zur Ortsstelle Maraunen und dann weiter zur Ortsstelle Nonnenhausen führt. Beide sind nicht wirklich mehr zu erkennen.
Vor 1945 war Zinten die nächste Bahnstation. In der damaligen Stadt trafen drei Bahnstrecken auf einander.